# Rima Flammarion
Rima Flammarion és una estructura geològica del tipus rima a la superfície de la Lluna, situada amb el sistema de coordenades planetocèntriques a -2.12 ° de latitud N i -3.81 ° de longitud E. Fa un diàmetre de 49.75 km. El nom va ser fet oficial per la UAI l'any 1964 i fa referència al cràter Flammarion.